# Mitchel S. Berger
Mitchel S. Berger (* 1. Januar 1953 in Miami Beach, Florida) ist ein US-amerikanischer Neurochirurg an der University of California, San Francisco.
Berger war in seiner Jugend ein sehr guter Football-Spieler, feierte mit den Harvard Crimson Erfolge im College Football und hätte fast den Sprung in den Profikader der Chicago Bears geschafft, wenn nicht eine Knieverletzung dies verhindert hätte. Berger erwarb 1974 einen Bachelor an der Harvard University und 1979 an der University of Miami einen M.D. als Abschluss des Medizinstudiums. Seine Facharztausbildung und intensive Forschungstätigkeit erfolgten an der University of California, San Francisco (UCSF), unterbrochen von einem Forschungsaufenthalt am Hospital for Sick Children der University of Toronto. Ab 1986 hatte Berger eine Professur an der University of Washington inne, seit 1997 ist er an der UCSF. Hier ist er (Stand 2018) Berthold and Belle N. Guggenhime Distinguished Professor in Neurological Surgery und Direktor des Brain Tumor Research Center.
Mitchel Berger befasst sich vor allem mit der Behandlung von Hirntumoren bei Kindern und Erwachsenen und der Behandlung der Epilepsie bei Patienten mit Hirntumoren. Er gilt als Experte für intraoperatives Mapping des Gehirns, um unnötige Funktionsverluste des Patienten durch die Operation zu vermeiden.
2012 war Berger Präsident der American Association of Neurological Surgeons, 2015 der American Academy of Neurological Surgery. 2017 erhielt er ein Ehrendoktorat der Universität Thessalien. 2018 zeichnete ihn die Deutsche Gesellschaft für Neurochirurgie mit der Fedor-Krause-Medaille aus.